# Kalevi Hyyppä
Ilkka Kalevi Hyyppä, född 6 januari 1941 i Helsingfors i Finland, är en finländsk/svensk professor emeritus i elektronik vid Luleå tekniska universitet.
Kalevi Hyyppä blev civilingenjör på Kungliga Tekniska Högskolan (1967). Hans doktorsavhandling var "On a laser anglemeter for mobile robot navigation" som avlades 1993 på Kungliga Tekniska Högskolan .
Hyyppä arbetade åren 1969- 1975 som forskningsingenjör på Kungliga tekniska Högskolan. 1975-1994 var han 1:e forskningsingenjör på dåvarande Högskolan i Luleå. Åren 1994-2005 var Hyppä universitetslektor på Luleå tekniska universitet. Sedan januari 2006 har Hypää varit professor i  Industriell elektronik på EISLAB Luleå tekniska universitet.
Hyyppäs forskningen är främst kring ":optoelectronics, mechatronics and autonomous mobile robots. "
År 2001 fick Hyyppä utmärkelsen "Outstanding contributions in teaching"
Han är gift med Gunhild Wiss Hyyppä (f. 1941) och har en dotter (Maria Wiss).